# カミヨメ
『カミヨメ』は、鍵空とみやきによる日本の漫画作品。J1グランプリ参加作品として『月刊ガンガンJOKER』（スクウェア・エニックス）公式サイトにて2010年2月22日に掲載された。予選を勝ち抜き2010年5月号に掲載され優勝。2011年1月号から2011年12月号まで連載された。

## 単行本
| 巻数 | 初版発行日    | ISBN                   |
| ---- | ------------- | ---------------------- |
| 1    | 2011年6月22日 | ISBN 978-4-7575-3269-4 |
| 2    | 2012年1月21日 | ISBN 978-4-7575-3483-4 |